# Tre passi nel delitto
Tre passi nel delitto è una miniserie televisiva di tre film gialli andata in onda nel 1993 su Rai 2 con protagonista Gioele Dix nel ruolo dell'avvocato Marotta; ciascuno dei tre film è tratto da un omonimo romanzo di Gianni Materazzo (Delitti imperfetti, Cherchez la femme e Villa Maltraversi).

## Trama

### Delitti imperfetti
A seguito dell'omicidio di una psicanalista, la compagna del principale sospettato chiede aiuto all'avvocato Marotta, suo amico dei tempi della scuola. Marotta inizia a indagare.

### Cherchez la femme
Un noto chirurgo di una prestigiosa clinica viene sgozzato a morte in sala operatoria durante un intervento. Luca Marotta, di nuovo in nome di una vecchia amicizia, cercherà di scoprire l'assassino.

### Villa Maltraversi
Luca Marotta cerca di scagionare un giovane idraulico, inizialmente unico sospettato per l'omicidio di una dei figli della proprietaria di una rinomata villa. Ben presto si convince che il colpevole si nasconde tra i familiari della vittima e che il movente è legato all'eredità della villa.